# مموره
مموره (به لاتین: Meemure) یک منطقهٔ مسکونی در سری‌لانکا است. مموره ۴۰۰ نفر جمعیت دارد.